# The Return......
The Return......, voller Titel: The Return of the Darkness and Evil, ist das zweite Album von Bathory. Es erschien im Mai 1985 bei Combat Records.

## Hintergrund
Nach eigenen Angaben wurde Quorthon erst nach der Veröffentlichung des Debütalbums Bathory auf Venom aufmerksam und durch an Bathory interessierte Fanzines auch auf andere extreme Metal-Bands wie Hellhammer, Possessed, Kreator, Destruction und Sodom, außerdem auf Bands wie Demon Eyes, Raven, Blaspheme und Vulcain (deren Musik er über ungefähr ein halbes Jahr unentwegt hörte) sowie die kanadische Band Exciter, deren Klang er nach eigener Erinnerung bei der Aufnahme von The Return...... zum Vorbild nahm. Bei Slayer meint er sich nur noch daran zu erinnern, dass ihn der hohe, mit Pitch-Shifter bearbeitete Gesang und die dualen Gitarrensoli gestört hätten. Bei Metallicas Debütalbum Kill ’Em All habe ihn nur der reine Marshall-Klang beeindruckt. Bei der Band Anthrax habe es sich um technisch großartige Musiker gehandelt, ihm habe beim Hören von Fistful of Metal jedoch etwas gefehlt. Celtic Frost und Kreator habe er nicht ausstehen können, was von Fanzines aufgenommen und verbreitet wurde. Er wetterte außerdem gegen Voivod, ohne je ein einziges ihre Stücke komplett gehört zu haben; dass ihm um 1999 oder 2000 jemand aus Ontario anonym mehrere neuere Voivod-CDs zusandte und er nach dem Hören eingestehen musste, wie „verdammt großartig und wahrhaft original das war“, bezeichnete er als „Offenbarung siebzehn Jahre zu spät“. Von diesen anderen Bands zu hören hatte laut Quorthon eine für ihn im Nachhinein bemerkbare Wirkung auf das zweite Bathory-Album; zu wissen, dass mindestens ein Dutzend weiterer Bands in eine ähnliche Richtung ging, habe die Wirkung gehabt, dass das neue Album nicht so unschuldig wie das erste, sondern mit einem Plan geschrieben und aufgenommen worden sei. Mit all den neuen Bands habe die Band gemerkt, dass sie sich profilieren müsse. Quorthon entschied, dass Bathory in eine andere Richtung als all diese anderen Bands gehen sollte; deshalb sei ein Großteil des Materials für das zweite Album „nicht so übertrieben schnell oder lärmig“ gewesen wie bei einem Großteil der Aufnahmen für das Debütalbum. Statt Geschwindigkeit um ihrer selbst willen und Lärm sollte die Band nun einen schwereren Klang und eine dunklere Atmosphäre anstreben.
Mitte Februar 1985 ging Quorthon zusammen mit dem zeitweiligen Schlagzeuger Stefan Larsson und dem neuen, temporären Bassisten Andreas „Adde“ Johansson ins Elektra Studio in Stockholm, wo sie Sacrifice und The Return of the Darkness and Evil für Scandinavian Metal Attack aufgenommen hatte. Rickard Bergman hatte eine Beteiligung schon zu einem frühen Zeitpunkt abgelehnt, und Johan Elvén diente noch in der schwedischen Marine und war deshalb nicht verfügbar. Der Arbeitstitel des zweiten Albums war Revelation of Doom, aber „aus rein ästhetischen Gründen“ wurde The Return of the Darkness and Evil als passender angesehen. Außerdem sei der Titel für ein zweites Album passender, und Bathory wollte das gleichnamige Lied für dieses Album neu aufnehmen. Als die Band sich entschied, einen Einklang für das neue Album aufzunehmen (wie Storm of Damnation beim Debüt), betrachtete Quorthon es als „poetische Gerechtigkeit“, diesen Revelation of Doom zu nennen. Der volle Titel erschien jedoch letztlich nicht auf dem Album, wozu Quorthon auf der offiziellen Bathory-Seite eine Erklärung abgab:

“We wanted people to just read out "The return..." – as in a second album or a follow-up – and then flip the album over to look for a tracking list. Not finding one, what they got was this apocalyptic poem with the song titles woven into it. Only after listening through the album to the end would you get the full title of the album; THE RETURN OF THE DARKNESS AND EVIL.”

„Wir wollten, dass Leute nur ‚The Return...‘ lesen, – wie bei einem zweiten Album oder einer Fortsetzung – und dann das Album umdrehen, um nach der Titelliste zu sehen. Stattdessen bekamen sie ein apokalyptisches Gedicht mit den darin eingewobenen Liedtiteln. Erst nach dem Durchhören des Albums würde man den vollen Titel des Albums erkennen: THE RETURN OF THE DARKNESS AND EVIL.“

Ursprünglich sollte das Gedicht während des Einklangs rezitiert werden, aber die Band schaffte es auch mit Effekten nicht, der Stimme den richtigen Klang zu verleihen. Außerdem hatte die Band sich entschieden, das Album mit Total Destruction beginnen zu lassen, und hielt daher das Gedicht an der Stelle für unpassend, da es wie eine Einleitung zu The Return of The Darkness and Evil sein sollte und vor diesem hätte rezitiert werden müssen. Die Idee wurde daher verworfen. Nach eigenen Angaben erinnert sich Quorthon nicht mehr an die Aufnahmen, da er die meiste Zeit betrunken war; er erinnere sich jedoch noch an die Atmosphäre und die Umgebung. Während der Aufnahmen wurde Johansson gefeuert, da er Amphetamin konsumiert hatte und Quorthon ein Problem mit illegalen Drogen hatte; er ließ Johansson die Wahl, entweder den Tag freizunehmen und ohne Amphetaminrausch zurückzukehren, oder zu gehen. Johansson kehre nicht zurück, und Quorthon übernahm selbst den Bass. Gegen Ende der Aufnahmen kam ein Mitarbeiter von Tyfon ins Studio und sagte der Band, sie solle sich um die letzten Overdubs kümmern, da der Vorverkauf 10.000 Exemplare erreicht habe.

## Titelliste
Alle Stücke von Quorthon.
1. Revelation of Doom – 3:27
2. Total Destruction – 3:50
3. Born for Burning – 5:13
4. The Wind of Mayhem – 3:13
5. Bestial Lust – 2:41
6. Possessed – 2:42
7. The Rite of Darkness – 2:05
8. Reap of Evil – 3:28
9. Son of the Damned – 2:48
10. Sadist – 3:00
11. The Return of the Darkness and Evil – 3:49
12. Outro – 0:25

## Musikstil
Im Gegensatz zu Heavenshore hatte Elektra Studio 24 statt 8 Spuren und deutlich mehr Ausrüstung. Die Musik auf dem Album „war so schnell, so aggressiv und so extrem, dass die Leute kaum glauben konnten, was sie hörten“. Die Produktion ist „kälter und beunruhigender als vorher, […] mit gegrunztem, unmenschlichem Gesang.“

## Texte
Die Texte basieren auf den gleichen dunklen und bösen Themen wie die des Debüts, jedoch größtenteils mit einer „verfeinerten, düsteren Haptik“. Als Inspiration dienten unter anderem neosatanische Literatur, Horrorfilme und mittelalterliche Holzschnitte, aber auch Wanderungen über Friedhöfe und Kirchenbesuche. Stücke mit Serienmörderthematik, wie Possessed, Reap of Evil und Son of the Damned, waren zum Teil von billigen Hollywood-Filmen mit Kettensägen- oder maskierten Mördern sowie Literatur, die Verbindungen zwischen modernen Satanisten und Serienmördern herstellte, inspiriert. Während seiner Beschäftigung mit Gewalttaten des Christentums entdeckte Quorthon die Inquisition und schrieb infolgedessen Born for Burning, das der 1591 in Schoonhoven als Hexe verbrannten Marigje Arriens gewidmet wurde. Neben diesen Themen griff Quorthon in Total Destruction erstmals den Atomkrieg als Thema auf. Bestial Lust wiederum war den Frauen gewidmet, mit denen Quorthon Sex hatte und bei denen sein Erfolg durch die Angabe, in einer Band zu sein, stieg.

## Gestaltung

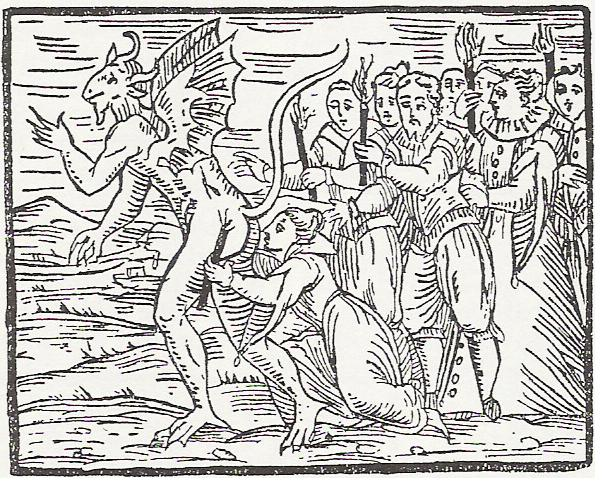
Mittelalterlicher Holzschnitt, der auch auf der Innenseite der LP zu sehen ist

Als Schallplattencover wollte die Band ursprünglich einen mittelalterlichen Holzschnitt verwenden, entschied sich jedoch für „etwas simples und doch symbolisch mächtiges“. Sie bevorzugte Motive düsterer Landschaften oder einer nächtlichen Atmosphäre; die ursprünglichen Ideen erinnerten an die Albencover skandinavischer Black-Metal-Bands der späten 1990er Jahre. Da die Band keine passenden Motive fand, sah es so aus, als müsste sie doch auf die Holzschnitte zurückgreifen. Kurz vor der Veröffentlichungsfrist brachte der assistierende Toningenieur Gunnar Silins seine eigenen Photographien eines nächtlichen Meteoritenschauers im vorigen Sommer mit. Da Meteoriten im Mittelalter als böses Omen galten, wurde die Photographien von der Band als interessant genug eingestuft, um sie zumindest zu inspizieren. Letztlich nahm sie jedoch keine Aufnahme des Meteoritenschauers, sondern des Vollmonds. Für die Rückseite des Albums wurden nachts mehrere Liter Schweine- oder Hühnerblut über eine beinahe vertikale Felswand gegossen und diese photographiert. Auf der Innenseite der LP ist ein Holzschnitt mit einer Darstellung des osculum infame zu sehen. Wegen des Ergebnisses bei der Erstpressung stellte die Band sicher, dass ihr Logo, der Titel des Albums und das Gedicht auf der Rückseite diesmal golden und nicht in Kanarienvogelgelb dargestellt wurden.

## Rezeption
Dave Constable schrieb 1985 im Metal Forces, das Album sei „wahrer Death Metal“, mit dem Bathory „in die Slayer-Liga aufsteigen“ müsste. Das Album sei „nicht für Weicheier. Es ist schwer, auszudrücken, wie schwer dieses Album ist!“. The Return...... erreichte nicht den Status der drei folgenden Alben Under the Sign of the Black Mark, Blood Fire Death und Hammerheart, war jedoch das Album, mit dem der Rummel um Bathory begann und auf dem die Wahrnehmung Bathorys als Black-Metal-Pionier basiert; das minimalistische Cover diente als Vorlage für die nächtlichen und düsteren Naturmotive der kommenden Black-Metal-Generation, und die rohe und dunkle Atmosphäre als eine der Hauptinspirationen der zweiten und dritten Black-Metal-Welle. Quorthon selbst erwähnt, dass ihm junge Metaller aus so entfernten Gegenden wie Japan und Südamerika Photographien von sich selbst mit selbstgemachten Bathory-T-Shirts schickten. Als Beispiel für die Reaktionen in Fanzines druckte er eine Rezension aus einem norwegischen Fanzine, bei dem das Album 666 von 10 möglichen Punkten bekam, ab:

«Fy faan. Dette er det brutaleste villeste, råeste og heavieste som er kommet på vinyl noensinne. Det er så rått og fett at det er helt utrolig. Bedre lp skal du lete lenge etter. DEATH! DEATH! DEATH! Fuckin` amazing.»

„Verflucht. Das ist das brutalste, wildeste, roheste und schwerste, was je auf Vinyl kam. Es ist unglaublich roh und fett. Eine bessere LP kannst Du lange suchen. TOD! TOD! TOD! Verdammt staunenswert.“

Daniel Ekeroth zufolge ist The Return...... „in vielerlei Hinsicht […] Bathorys extremste Platte, und eines der bösesten Alben überhaupt. Alles vom bewölkten Vollmond auf dem Cover bis zur monotonen und unnachgiebigen Musik und den satanischen Texten passt perfekt. Vergesst Venom, Mercyful Fate und Hellhammer – The Return war der Prototyp für das meiste von dem, was später Black Metal genannt werden würde.“ Besonders frühe Mayhem und Burzum hätten dieser Phase Bathorys viel zu verdanken. Götz Kühnemund vom Rock Hard unterstellte Quorthon, auf dem Debütalbum „hauptsächlich Venom kopiert“ und erst auf The Return...... „zu eigenen Trademarks“ gefunden zu haben. Ein Lied wie Born for Burning klängen „zwar immer noch stark nach Venom, markiert aber gleichzeitig auch die Loslösung vom Original […]. Songs wie ‚The Return Of The Darkness And Evil‘, ‚Total Destruction‘, ‚Possessed‘ und ‚Sadist‘ sind zudem richtig geil […].“ Metal Mike Blim bemängelte im Metal Hammer die bescheidenen Spielkünste, die überbordenden Effektgeräusche, die „reinen Abklatschtexte“ und hinlänglich bekannte Liedtitel und Zitate. Mit seinen 3 von 7 Punkten hatte er im Monats-Soundcheck noch die höchste Note für den Tabellenletzten vergeben. The Metal Observer beschrieb die Stücke als „simpel, brutal und böse“. Das Fazit war: „Einer der ultimativen Klassiker des Genres, jeder Black-Metal-Fan sollte das hier besitzen!“ Er gab 10 von 10 Punkten.